# São Paulo das Missões

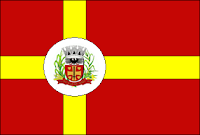
Drapeaux de la ville de Sao Paulo das Missões, Rio Grande do Sul, Brésil.

São Paulo das Missões est une municipalité brésilienne située dans l'État du Rio Grande do Sul.